# National Media Museum

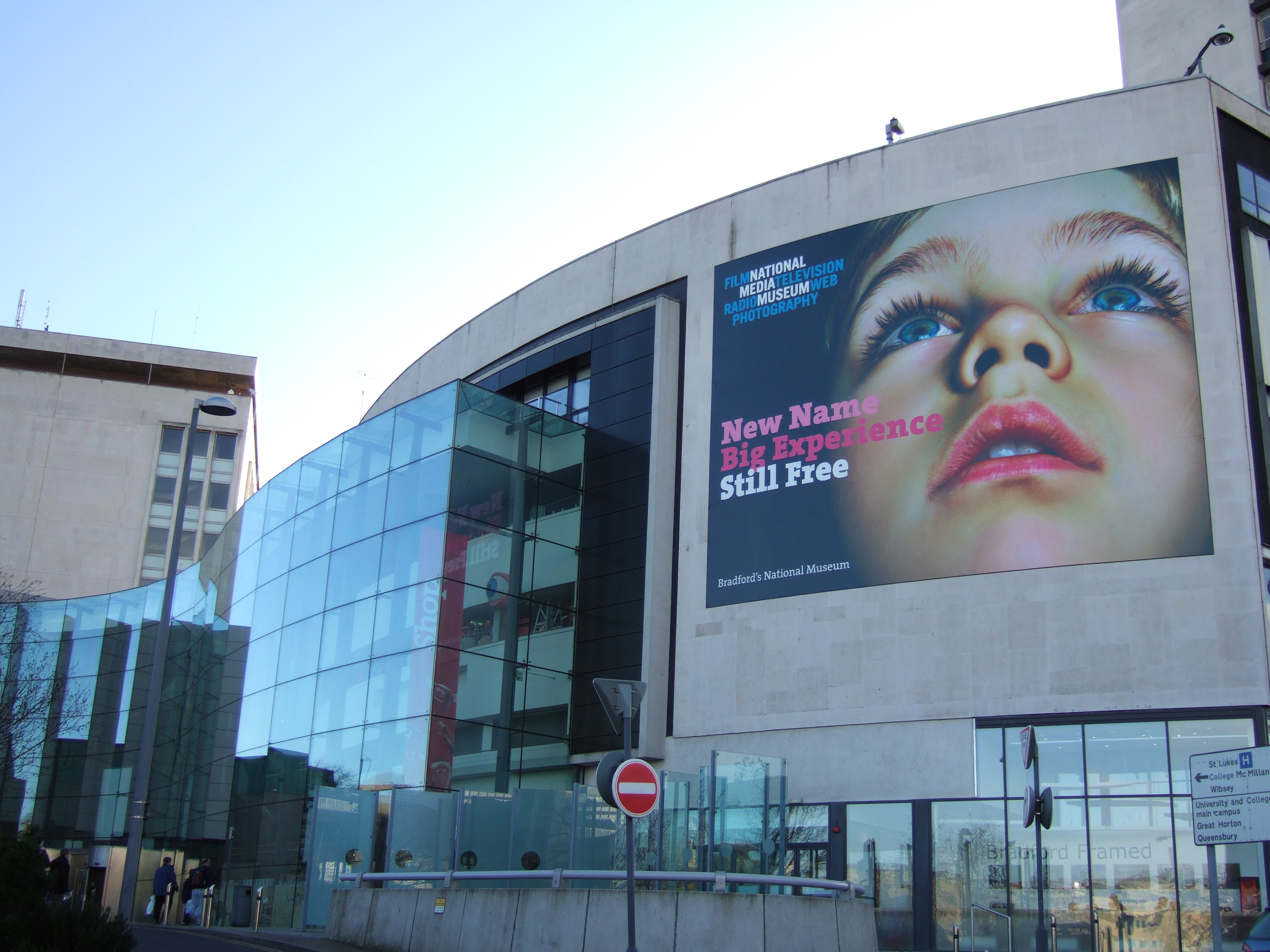
La façade du musée en 2006.

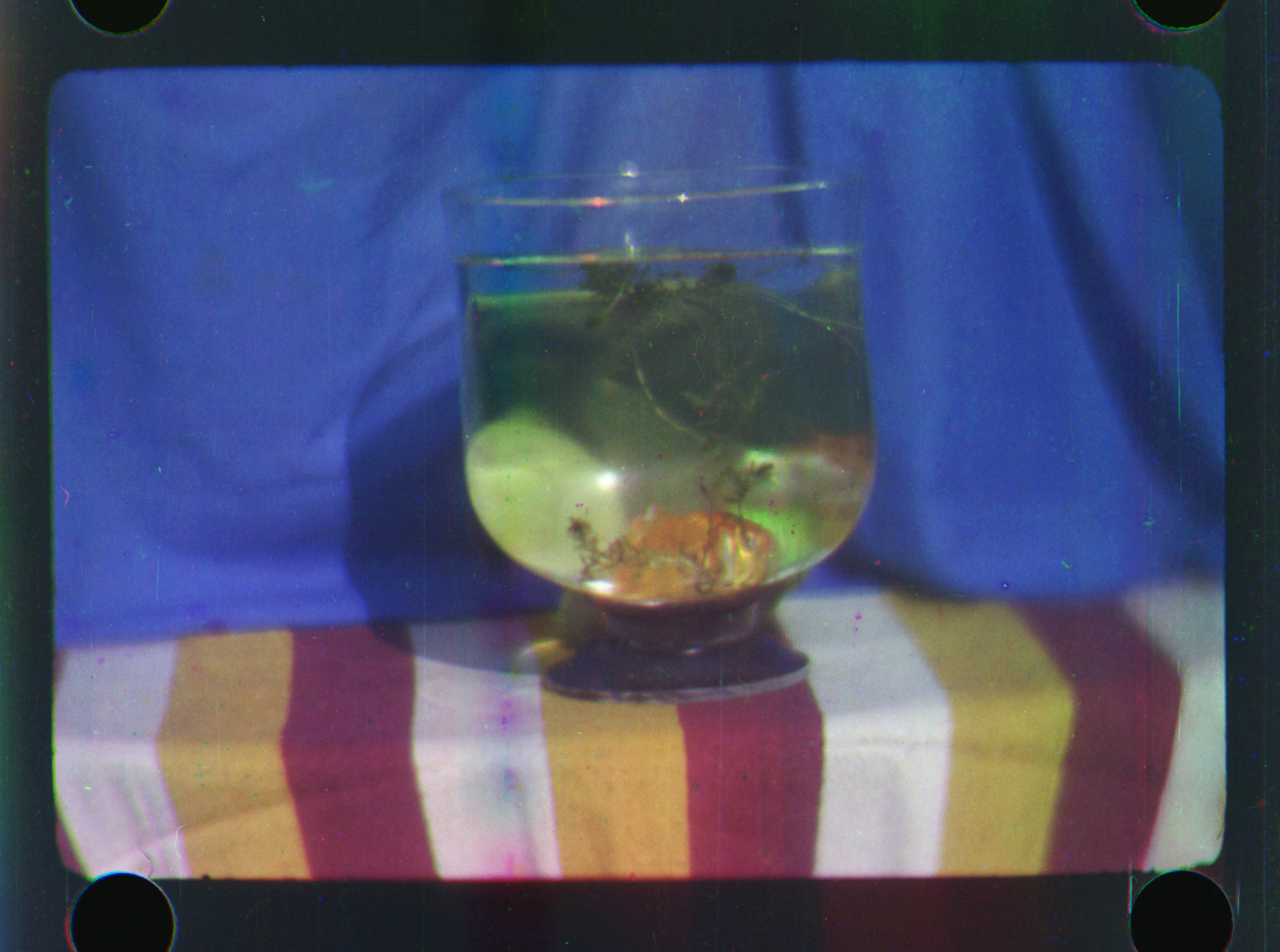
Plus ancien film couleur

Le National Media Museum (musée national des médias en anglais, anciennement nommé National Museum of Photography, Film and Television « musée national de la photographie, du film et de la télévision ») est un musée de Bradford, dans le Yorkshire de l'Ouest, en Angleterre. Il fait partie du Science Museum Group (en) et il s'agit du musée le plus populaire du Royaume-Uni qui soit situé en dehors de Londres, avec 615 431 visiteurs en 2005.
Le musée a annoncé en septembre 2012 la découverte dans ses archives du premier film en couleurs jamais tourné. Réalisé par Edward Raymond Turner, un photographe britannique, autour de 1902 pour démontrer la faisabilité d'un brevet qu'il avait déposé. Le film montre entre autres les enfants d'Edward Turner autour d'un aquarium. Ce film faisait partie de la collection du producteur Charles Urban. Edward Turner mourut en 1903 avant d'avoir pu exploiter son invention.
Le National Media Museum comprend une des dernières salles IMAX non numérique d'Angleterre. De plus, sa salle Pictureville est la seule d'Europe à pouvoir diffuser des films au format Cinérama nécessitant l'utilisation synchrone de trois projecteurs. Cette salle répond totalement au cahier des charges Cinérama datant des années 1950 et possède de ce fait un écran courbé à 146° composé non d'une toile tendue mais de bandelettes verticales (« louvres ») tendues.
Chaque année, après le festival du film de Bradford, est organisé le Widescreen Weekend durant lequel sont projetés des films au format 70 mm ainsi que quelques copies de films en Cinérama. C'est le seul endroit au monde où l'on peut voir le film Les Amours enchantées (The Wonderful World of the Brothers Grimm), le musée disposant de la seule copie encore existante sous ce format (trois films sont nécessaires pour les parties gauche, centrale, et droite, ainsi qu'une quatrième copie 35 mm uniquement pour le son).